# We Got That Cool
A We Got That Cool című dal Yves V belga lemezlovas, Afrojack holland DJ és producer, valamint a svéd Icona Pop közös dala, mely 2019. június 14-én jelent meg. A dal zenei alapja az 1991-ben megjelent Crystal Waters Gypsy Woman (She's Homeless) című dalának Strip to the Bone remixe.  A dal 4. helyezett volt az amerikai Billboard Dance/Mix Show Airplay listán 2019. novemberében.

## Számlista
Digitális letöltés és stream
1. "We Got That Cool" – 3:33

Remixek
1. "We Got That Cool" (Anton Powers Extended)
2. "We Got That Cool" (Anton Powers Radio Edit)
3. "We Got That Cool" (Carta Extended)
4. "We Got That Cool" (Carta Radio Edit)
5. "We Got That Cool" (Carta DJ Edit)
6. "We Got That Cool" (Robert Falcon, Jordan Jay Extended Remix)
7. "We Got That Cool" (Robert Falcon, Jordan Jay Remix)
8. "We Got That Cool" (Robert Falcon, Jordan Jay Dj Edit)
9. "We Got That Cool" (Robert Falcon, Jordan Jay Instrumental Remix)
10. "We Got That Cool" (Chico Rose Extended)
11. "We Got That Cool" (Chico Rose DJ Edit)
12. "We Got That Cool" (Chico Rose Radio Edit)
13. "We Got That Cool" (Chico Rose Instrumental)
14. "We Got That Cool" (Disto Extended)
15. "We Got That Cool" (Disto Radio Edit)
16. "We Got That Cool" (Buzz Low Extended)
17. "We Got That Cool" (Buzz Low DJ Edit)
18. "We Got That Cool" (Buzz Low Radio Edit)

## Slágerlista
| Slágerlista (2019)                                    | Legjobb helyezések |
| ----------------------------------------------------- | ------------------ |
| Belgium (Ultratip Flanders)                           | 12                 |
| Belgium (Ultratop Wallonia)                           | 40                 |
| Magyarország (Dance Top 40)                           | 33                 |
| Lengyelország (Polish Airplay Top 100)                | 22                 |
| Egyesült Királyság (Official Charts Company)          | 68                 |
| Egyesült Királyság UK Dance (Official Charts Company) | 9                  |
| Egyesült Államok Dance/Mix Show Airplay (Billboard)   | 4                  |

## Külső hivatkozások
- A dal videoklipje [11]
- Megjelenések a Discogs oldalán [12]
- Hallgasd meg a felhasznált zenei alapot "Crystal Waters - Gypsy Woman (She's Homeless)"[13]